# Ikue Ōtani
Ikue Ōtani (jap. 大谷 育江 Ōtani Ikue; * 18. August 1965 in Tokio) ist eine japanische Synchronsprecherin (Seiyū), die für Mausu Promotion arbeitet. Ihr Name wird häufig ohne Makron mit Ikue Ohtani aufgeführt. Sie ist vor allem für ihre Synchronrollen von Pikachu im japanischen Pokémon-Franchise bekannt, in der sie auch in anderen Sprachfassungen zu hören ist.
Von Januar bis April 2006 nahm Ikue Ōtani Mutterschaftsurlaub und wurde in den Serien One Piece, Detektiv Conan und Konjiki no Gash Bell!! kurzfristig durch andere Sprecherinnen vertreten.

## Sprechrollen (Auswahl)
- Akira Tamano und Donna in Wedding Peach
- Apple Bloom in den japanischen Folgen von My Little Pony – Freundschaft ist Magie
- Bon Bonne und Data in Rockman-DASH-Serien
- Ciel Messiah in Tokyo Underground
- Dororo in der japanischen Version von Blood Will Tell
- Dot Warner in den japanischen Folgen von Animaniacs
- Gash Bell in Konjiki no Gash Bell!
- Guni in Nightwalker
- Hana-chan (Hana Makihatayama) in DoReMi
- Himeko Nonohara und Erika in Hime-chan no Ribbon
- Ion und Synch in Tales of the Abyss
- Katrina in Super Doll★Licca-chan
- Konohamaru in Naruto
- Kyuo in Shadow Skill
- Mitsuhiko Tsuburaya in Detektiv Conan
- Merle in The Vision of Escaflowne und Escaflowne – The Movie
- Rio Hinayama in To Heart
- Rita Rossi in Ashita no Nadja
- U-Chōten, Sailor Tin Nyanko in Sailor Moon
- Sayaka in Tournament of the Gods
- Sérnaïc (Seelnay) in Crest of the Stars und Banner of the Stars
- Shizuka/Iincho in Sensei no Ojikan
- Sora Hasegawa in Oh! My Goddess
- Stephanie Judith Tanner in Full House (auf Japanisch)
- Sweety Bancha, Uee in PaRappa the Rapper
- Takako Kojima und Yuka Mizuhara in Nekketsu Saikyo Gousaurer
- Tokiji in Rurouni Kenshin
- Tony Chopper und der junge Sanji in One Piece
- Pikachu in Pokémon und den Spielen der Super-Smash-Bros.-Reihe
- Vivi Ornitier in Kingdom Hearts II
- Yukina Shiratori in Nadesico